# Hawker Fury
Hawker Fury bio je britanski lovački avion dvokrilac korišten u RAF-u tijekom 1930-ih. Izvorno je bio nazvan Hornet i bio je pandan lakom bombarderu Hawker Hartu.

## Dizajn i razvoj
Hawker Fury je nasljednik lovca Hawker F.20/27 nastao zamjenom radijalnog motora s tada novim Rolls-Royce F. XI V-12 motorom (kasnije poznat kao Rolls-Royce Kestrel). Isti motor korišten je i na lakom bombarderu Hawker Hart. Novi lovački prototip, poznat kao Hawker Hornet prvi puta je poletio u ožujku 1929. godine sa zračne luke (ujedno i autodrom)  Brooklands (Surrey). Hornet je bio dvokrilac s jednim motorom. Prvobitno je ugrađivan Rolls-Royce F. XIC motor od 420 KS (313 kW) koji se nalazio u modernoj glatkoj gondoli ali je on ubrzo zamijenjen s jačim Kestrel IS motorom od 480 KS (358 kW). Avion je po snazi sada bio u rangu s Fairey Firefly II ali je radi lakšeg održavanja i njegove svemetalne konstrukcije bio u prednosti u usporedbi s većinom drvenim fireflyem.
Početkom 1930. Hornet je kupilo Ministarstvo zrakoplovstva u cilju daljnjeg razvoja i s malom početnom proizvodnjom od 21 aviona. Tijekom 1931. godine po naputku ministarstva avion mijenja ime u Hawker Fury. Fury I imao je prvi probni let 25. svibnja 1931. na Brooklandsu.
Fury je bio prvi RAF-ov lovački avion koji je dosegao brzinu od 322 km/h u vodoravnom letu. Njegove vrlo osjetljive kontrolne površine dale su mu vrhunske akrobatske osobine. Osnovna namjena bila mu je brzo presretanje bombardera u čemu mu je pomagala njegova brzina penjanja od gotovo 730 m/min.
Izrađen je i pokusni prototip Fury High Speed, za sudjelovanje u natječaju za lovački avion prema specifikacijama koje je izdalo Britansko ministarstvo zrakoplovstva (F.7/30) i za daljnji razvoj (Hawker P.V.3). Dok je PV3 bio neuspješan zahvaljujući korištenju nepouzdanog Rolls-Royce Goshawk motora, mnoga poboljšanja testirana na Fury High Speedu bila su uključena u poboljšanu inačicu Fury II.  Uz glađu strukturu što je dovelo do smanjenja otpora i uz korištenje MK4 Kestrel motora od 690 KS (515 kW) avionu je dodatno poboljšana vodoravna brzina i brzine penjanja.

## Inačice
- Hawker Hornet – prototip lovca s jednim sjedalom pokretan Rolls Royce F.XiA motorom (kasnije F.XIS motorom od 480 KS (358 kW) ). Izrađen je samo jedan avion.
- Fury Mk I – lovac s jednim sjedalom pokretan s Rolls-Royce Kestrel II klipnim motorom od 525 KS (391 kW).
- Fury Series 1A - lovac za jugoslavensko tržište s jednim sjedalom, jednak kao i Fury Mk I ali s Kestrel II klipnim motorom. Šest ih je izrađeno u Hawkeru. Jedan avion bio je isporučen sa slabijim Hispano-Suiza 12 NB motorom od 500 KS (373 kW) koji je kasnije zamijenjen Kestrelom.[5][6] Drugi avion je kasnije korišten za testiranje Lorraine Petrel HFrs motora od7 20 KS (537 kW).[7]
- Intermediate Fury – pokusni avion korišten kao prototip. Izrađen je samo jedan civilni avion (G-ABSE.
- High Speed Fury - privatni pothvat. Pokusni prototip lovca velike brzine s jednim sjedalom koji je kasnije razvijen u Fury Mk II.
- Fury Mk II – lovac s jednim sjedalom pokretan s Rolls-Royce Kestrel VI klipnim motorom od 640 KS (477 kW).[8]
- Yugoslav Fury – preinačeni jednosjed za Jugoslaviju, pokretan  Kestrel XVI klipnim motorom. Deset aviona napravio je Hawker s isporukom tijekom 1936. i 1937.,[9] dok ih je još 40 pod licencom izgrađeno u jugoslavenskim tvrtkama  Ikarus (24) i Zmaj (16).[10]
- Persian Fury – lovac s jednim sjedalom za Perziju. U siječnju 1933. naručeno je 16 aviona[11]  pokretanih Pratt & Whitney Hornet S2B1g radijalnim klipnim motorom s trokrakim propelerom. Još šest zrakoplova pokretanih s Bristol Mercury VISP radijalnim klipnim motorom od 550 KS (410 kW) i dvokrakim propelerom naručeno je u svibnju 1934.
- Norwegian Fury  - jedan probni avion opremljena s Armstrong-Siddeley Panther IIIA radijalnim klipnim motorom od 530 KS (395 kW).
- Portuguese Fury – izmijenjena inačica Mk I, tri zrakoplova opremljena Roll-Royce Kestrel II klipnim motorom. Izrađena su tri aviona.
- Spanish Fury - poboljšana inačica Fury Mk I opremljena s Hispano-Suiza 12Xbrs motorima od 700-KS. Izrađena su tri aviona.

## Korisnici
- Grčka – Ratno zrakoplovstvo Grčke
- Norveška – Ratno zrakoplovstvo Norveške (samo jedan avion)
- Iran – Carsko ratno zrakoplovstvo Irana
- Portugal – Ratno zrakoplovstvo Portugala
- Druga Španjolska Republika – Ratno zrakoplovstvo Španjolske
- Ujedinjeno Kraljevstvo - RAF
- Kraljevina Jugoslavija – Ratno zrakoplovstvo Kraljevine Jugoslavije

## Tehničke karakteristike
Izvori podataka: The British Fighter since 1912 
Osnovne karakteristike
- posada: 1
- dužina: 8,15 m
- raspon krila: 9,14 m
- površina krila: 23.2 m2
- visina: 3,10 m

Letne karakteristike
- najveća brzina: 360 km/h na visini od 5.030 m
- dolet: 435 km
- najveća visina leta: 8.990 m
- specifično opterećenje krila: 21.5 kg/m2
- motor: Rolls-Royce Kestrel IV

Naoružanje
- naoružanje: 2 × 7,7 mm Vickers Mk IV mitraljez